# La musica electronica
La musica electronica är en singel från 2007 av den italienska italo disco-duon Righeira, vilken släpptes som den enda singeln från duons fjärde studioalbum Mondovisione. "La musica electronica" hamnade som bäst på plats 41 i Italien.

## Lansering och mottagande
"La musica electronica" släpptes som singel i januari 2007. Singeln tog sig upp på plats 41 i Italien och singeln låg kvar på topplistan i en vecka.

## Topplistor

### Veckolistor
| Lista (2007) | Högsta position |
| ------------ | --------------- |
| Italien      | 41              |